# Vitae Pomeranorum
Mit Vitae Pomeranorum wird eine Sammlung von Drucken und Schriften zu Personen und Familien, überwiegend aus Pommern, aber auch aus Schweden und Mecklenburg bezeichnet, die sich im Bestand der Universitätsbibliothek Greifswald befindet. Es handelt sich dabei um sogenannte Personal- und Gelegenheitsschriften aus dem Zeitraum vom 16. bis zum 18. Jahrhundert, die besonders für die genealogische und regionale Forschung, aber auch für die Geschichte des Druckwesens von Bedeutung sind.
Diese Drucke wurden in geringen Auflagen zu besonderen Anlässen gefertigt. Die Sammlung beinhaltet Gelegenheitsdichtung und -musik zu Hochzeiten, Taufen und Trauerfeiern, mehr als 1500 Leichenpredigten, weiterhin Jubiläumsschriften, Lebensbeschreibungen und Stammtafeln.
Die Sammlung enthält mehr als 8000 Drucke, von denen die meisten aus dem 17. Jahrhundert stammen. Jeweils mehr als 4000 Titel sind in deutscher (auch niederdeutscher) und lateinischer Sprache verfasst, ein geringer Teil in schwedischer und französischer und anderen Sprachen. Mehr als zwei Drittel stammen aus pommerschen Druckereien.

## Geschichte
Die Greifswalder Professoren Augustin von Balthasar (1701–1786) und Johann Carl Dähnert (1719–1789) legten im 18. Jahrhundert unabhängig voneinander umfangreiche Sammlungen von Gelegenheitsdrucken an. 1885 wurden die Bestände in der Universitätsbibliothek Greifswald vereinigt. In den folgenden Jahren wurden die Materialien katalogisiert und um einige Schriften aus dem 19. Jahrhundert ergänzt. 1898 wurde die Sammlung abgeschlossen und durch den Universitätsbibliothekar Edmund Lange in verschiedenen Publikationen erstmals der Öffentlichkeit vorgestellt.
Die Sammlung wurde 1898 in 166 Bänden aufbewahrt, die später auf 178 Kassetten verteilt wurden. Zwischen dem Zweiten Weltkrieg und der Wende gingen 36 Kassetten ganz oder teilweise verloren. In der Universitätsbibliothek Greifswald stehen damit noch etwa 80 Prozent des ursprünglichen Bestandes zur Verfügung. Im Jahr 2006 wurden die Dokumente auf Mikrofilm gebracht, so dass für Forschungen nicht mehr die Originale beansprucht werden müssen.
In einem Kooperationsprojekt mit der Herzog-August-Bibliothek in Wolfenbüttel werden die Drucke seit 2016 neu katalogisiert und digitalisiert.